# Jonas Ahlstrand
Jonas Ahlstrand (Ramna, 16 febbraio 1990) è un ex ciclista su strada e pistard svedese, professionista dal 2012 al 2016, con caratteristiche di velocista.

## Palmarès

### Strada
- 2010 (Team Cykelcity, tre vittorie)

1ª tappa Univest Grand Prix
Classifica generale Univest Grand Prix
Classifica generale Generale Skånska - GP Veckan
- 2011 (Team Cykelcity, una vittoria)

Nieuwkerken-Waas InterClub
- 2012 (Project 1T4I/Team Argos-Shimano, due vittorie)

Scandinavian Race Uppsala
1ª tappa Tour of Norway
2ª tappa Hammarö 3-dagars
3ª tappa Hammarö 3-dagars
- 2013 (Team Argos-Shimano, due vittorie)

3ª tappa Hammarö 3-dagars
Classifica generale Hammarö 3-dagars
- 2014 (Team Argos-Shimano, tre vittorie)

2ª tappa Circuit de la Sarthe
2ª tappa Tour of Alberta
Linköping - Östgötaloppet
- 2015 (Cofidis, una vittoria)

2ª tappa Quatre Jours de Dunkerque

#### Altri successi
- 2010 (Team Cykelcity)

Skånes GP (criterium)
Huddinge - Sista Chansen (criterium)
Classifica generale Scandinavian Week (classifica prove multiple a punti)

## Piazzamenti

### Classiche monumento
- Parigi-Roubaix

2015: ritirato

### Competizioni mondiali
- Campionati del mondo

Città del Capo 2008 - In linea Juniors: 76º
Copenaghen 2011 - In linea Under-23: 84º
Limburgo 2012 - In linea Under-23: ritirato
Doha 2016 - In linea Elite: ritirato

### Competizioni europee
- Campionati europei su strada

Sofia 2007 - Cronometro Juniors: 10º
- Campionati europei su pista

Berlino 2017 - Scratch: 20º
Berlino 2017 - Corsa a eliminazione: 17º